# Crack a Smile... and More!
| 전문가 평가  | 전문가 평가 |
| 평가 점수    | 평가 점수   |
| 출처         | 점수        |
| ------------ | ----------- |
| AllMusic     | [ 1 ]       |
| Kerrang!     | [ 2 ]       |
| Melody Maker | [ 3 ]       |
| Metal Hammer | 8/10        |

《Crack a Smile... and More!》는 미국의 하드 록 밴드 포이즌의 다섯 번째 스튜디오 음반이다. 이 음반은 2000년 3월 14일에 발매되었다. 이 음반에는 밴드의 새로운 리드 기타리스트로 영입된 블루스 사라세노가 참여했는데, 그는 1993년 말 리치 코젠이 해고된 이후 영입되었다. 사라세노는 1996년에 발매된 《Poison's Greatest Hits: 1986–1996》에 수록된 두 곡의 신곡에 리드 기타로 참여했으며, 그 두 곡은 이번 음반에도 다시 수록되었다. 이 음반에는 그 두 곡을 포함해 13곡의 신곡과 5곡의 보너스 트랙이 수록되어 있다. 이 음반은 발매 첫 주에 약 12,000장이 판매되었으며, 미국 빌보드 200 차트에서 131위로 데뷔했다.

## 배경
《Crack a Smile... and More!》의 제작 과정은 1994년에 시작되었지만, 1994년 5월 보컬리스트 브렛 마이클스가 페라리를 제어하지 못해 사고를 당하면서 갑작스럽게 중단되었다. 마이클스는 코, 갈비뼈, 턱, 손가락 골절과 네 개의 치아를 잃는 부상을 입었다.
회복 후 밴드는 1995년에 녹음을 계속했으나, 밴드의 실망과는 달리 캐피틀 레코드는 이 음반을 "보류"하기로 결정하고 대신 1996년에 《Greatest Hits》 음반을 발매했다. 이 음반은 결국 2000년 3월 14일에야 정식으로 발매되었다. 음반 발매는 팬들의 강한 요청에 의해 이루어졌으며, 프로모션용 사본과 해적판이 50달러 이상에 거래되었다. 해적판 음반과 경쟁하기 위해 캐피틀은 추가 보너스 트랙을 음반에 포함시키는 이례적인 조치를 취했다.
해적판 음반에는 원래 12곡과 MTV 언플러그드에서의 6곡, 그리고 키스의 명곡 〈Rock and Roll All Nite〉의 커버가 포함되어 있었다. 최종 발매된 《Crack a Smile... and More!》에는 원래의 12곡과 두 곡의 스튜디오 아웃테이크, 제목 없는 데모 한 곡, 〈Face the Hangman〉 (이전에는 유럽에서 발매된 〈Every Rose Has Its Thorn〉 싱글의 B-사이드로만 공개됨), 그리고 《MTV Unplugged》에서 연주된 네 곡이 포함되었다.

## 곡 목록
모든 곡들은 특별한 언급이 없는 한 브렛 마이클스, 보비 댈, 리키 로켓 그리고 블루스 사라세노에 의해 작사/작곡하였다.
| #   | 제목                                            | 작사·작곡     | 재생 시간 |
| --- | ----------------------------------------------- | ------------- | --------- |
| 1.  | 〈Best Thing You Ever Had〉                     |               | 4:19      |
| 2.  | 〈Shut Up, Make Love〉                          |               | 3:52      |
| 3.  | 〈Baby Gets Around a Bit〉                      |               | 3:37      |
| 4.  | 〈Cover of the Rolling Stone〉 (닥터 후크 커버) | 셸 실버스타인 | 3:09      |
| 5.  | 〈Be the One〉                                  |               | 5:39      |
| 6.  | 〈Mr. Smiley〉                                  |               | 2:43      |
| 7.  | 〈Sexual Thing〉                                |               | 3:38      |
| 8.  | 〈Lay Your Body Down〉                          |               | 5:28      |
| 9.  | 〈No Ring, No Gets〉                            |               | 3:27      |
| 10. | 〈That's the Way I Like It〉                    |               | 3:40      |
| 11. | 〈Tragically Unhip〉                            |               | 2:54      |
| 12. | 〈Doin' as I Seen on My TV〉                    |               | 2:53      |
| 13. | 〈One More for the Bone〉 (Outtake)             |               | 3:18      |
| 14. | 〈Set You Free〉 (Outtake)                      |               | 3:56      |
| 15. | 〈Crack a Smile〉 (Unfinished)                  |               | 3:46      |